# Sofijska planina
Sofijska planina (bulgariska: Софийска планина) är en bergskedja i Bulgarien. Den ligger i regionen Sofija-grad, i den västra delen av landet, 21 km nordost om huvudstaden Sofia.
Runt Sofijska planina är det i huvudsak tätbebyggt. Runt Sofijska planina är det tätbefolkat, med 849 invånare per kvadratkilometer.